# ناحیه رانسوم، میشیگان
ناحیه رانسوم (به انگلیسی: Ransom Township) یک منطقهٔ مسکونی در ایالات متحده آمریکا است که در شهرستان هیلزدیل، میشیگان واقع شده‌است.
 ناحیه رانسوم  ۹۳۲ نفر جمعیت دارد و ۳۰۵ متر بالاتر از سطح دریا واقع شده‌است.